# Марио Бенедети
Марио Бенедети (пълно име Марио Орландо Хамлет Харди Брено Бенедети Фаруджа, на испански: Mario Orlando Hamlet Hardy Brenno Benedetti Farugia) е уругвайски писател и поет.
Той е автор на над 80 книги: поезия, разкази, роман, есета. Последното му произведение – стихосбирката „Свидетел на самия себе си“ е от 2008 г.
Бенедети е носител на международните награди „Кралица София“ за ибероамериканска поезия (1999), „Хосе Марти“ за ибероамериканска поезия (2001), „Менендес Пелайо“ (2005) и ред други.

### Поезия
- 1945: La víspera indeleble („Неизличима вечер“), дебютната му книга[2]
- 1956: Poemas de oficina („Офисни поеми“)[2]
- 1963:
  - Inventario, Poesía 1950–1958 („Опис. Стихотворения 1950 – 1958“)[2]
  - Poemas del hoy por hoy („Поеми на днешния ден“)[2]
- 1977: La casa y el ladrillo („Къщата и тухлата“)[2]
- 1981: Viento del exilio („Въздух от екзила“)[2]
- 1986: Preguntas al azar („Случайни въпроси“)[2]
- 1988: Yesterday y mañana („Вчера и днес“)[2]
- 1991: Las soledades de Babel („Самотността на Вавилон“)[2]
- 1994: Inventario dos (1985-1994) („Опис. Стихотворения 1985 – 1994“)[2]
- 1995: ("The Exercise of Discretion: Oblivion Is Full of Memory")[2]
- 1996: El amor, las mujeres y la vida. Poemas de amor.
- 1997: La vida ese paréntesis[2]
- 2002: Insomnios y Duermevelas, ISBN 84-7522-959-X
- 2004: Defensa propia, ISBN 950-731-438-5
- Little Stones At My Window (билингвално издание; translation and introduction by Charles Hatfield) ISBN 1-880684-90-X
- Poemas de otros
- Noción de Patria
- Sólo mientras tanto
- Quemar las naves
- A ras de sueño
- Letras de emergencia
- 2007: Vivir adrede

### Романи
- 1953: Quién de nosotros
- 1960: La tregua
- 1965: Gracias por el fuego
- 1971: El cumpleaños de Juan Ángel
- 1982: Primavera con una esquina rota
- 1993: La borra del café
- 1996: Andamios
- 2003: El porvenir de mi pasado

### Есеистика
- 1960: El país de la cola de paja
- La Colección